# Ron Fricke
Ron Fricke (* 24. Februar 1953) ist ein US-amerikanischer Filmemacher und Kameramann, der als Meister des Zeitraffers und des großen Kinoformats angesehen wird.

## Werdegang
Fricke war Kameramann des Films Koyaanisqatsi (1982) und Regisseur der ohne Sprache und Erzähler auskommenden Dokumentation Baraka (1992). Er entwickelte und benutzte seine eigene 70-mm-Kamera-Ausrüstung für Baraka und seine früheren Projekte wie die IMAX-Filme Chronos (1985) und Sacred Site (1986). Als Kameramann wurde er von George Lucas für Star Wars: Episode III – Die Rache der Sith verpflichtet. An dem Nachfolger von Baraka, Samsara, arbeiteten Fricke und sein Team über vier Jahre lang. Der Film erschien 2012.

## Filmographie

### Als Regisseur
- 1985: Chronos
- 1986: Sacred Site
- 1992: Baraka
- 2011: Samsara

### Als Kameramann
- 1982: Koyaanisqatsi
- 1982: Atomic Artist
- 1985: Chronos
- 1986: Sacred Site
- 1992: Baraka
- 2011: Samsara